# Gourdon (Saône-et-Loire)
Gourdon ist eine französische Gemeinde mit 891 Einwohnern (Stand 1. Januar 2022) im Département Saône-et-Loire in der Region Bourgogne-Franche-Comté (vor 2016 Bourgogne); sie gehört zum Arrondissement Autun (bis 2017 Chalon-sur-Saône) und ist Teil des Kantons Blanzy (bis 2015 Mont-Saint-Vincent). Die Einwohner werden Gourdonnais genannt.

## Geografie
Gourdon liegt etwa dreißig Kilometer südsüdöstlich von Autun. Umgeben wird Gourdon von den Nachbargemeinden Marigny im Norden, Mont-Saint-Vincent im Osten, Mary im Südosten, Le Rousset im Süden, Saint-Roumain-sous-Gourdon im Westen und Südwesten, Saint-Vallier im Westen und Nordwesten sowie Blanzy im Nordwesten.

## Bevölkerungsentwicklung
| Jahr                      | 1936 | 1954 | 1962 | 1968 | 1975 | 1982 | 1990 | 1999 | 2006 | 2013 | 2019 |
| Einwohner                 | 804  | 780  | 681  | 644  | 798  | 819  | 802  | 871  | 879  | 899  | 899  |
| Quelle: Cassini und INSEE |      |      |      |      |      |      |      |      |      |      |      |

## Sehenswürdigkeiten

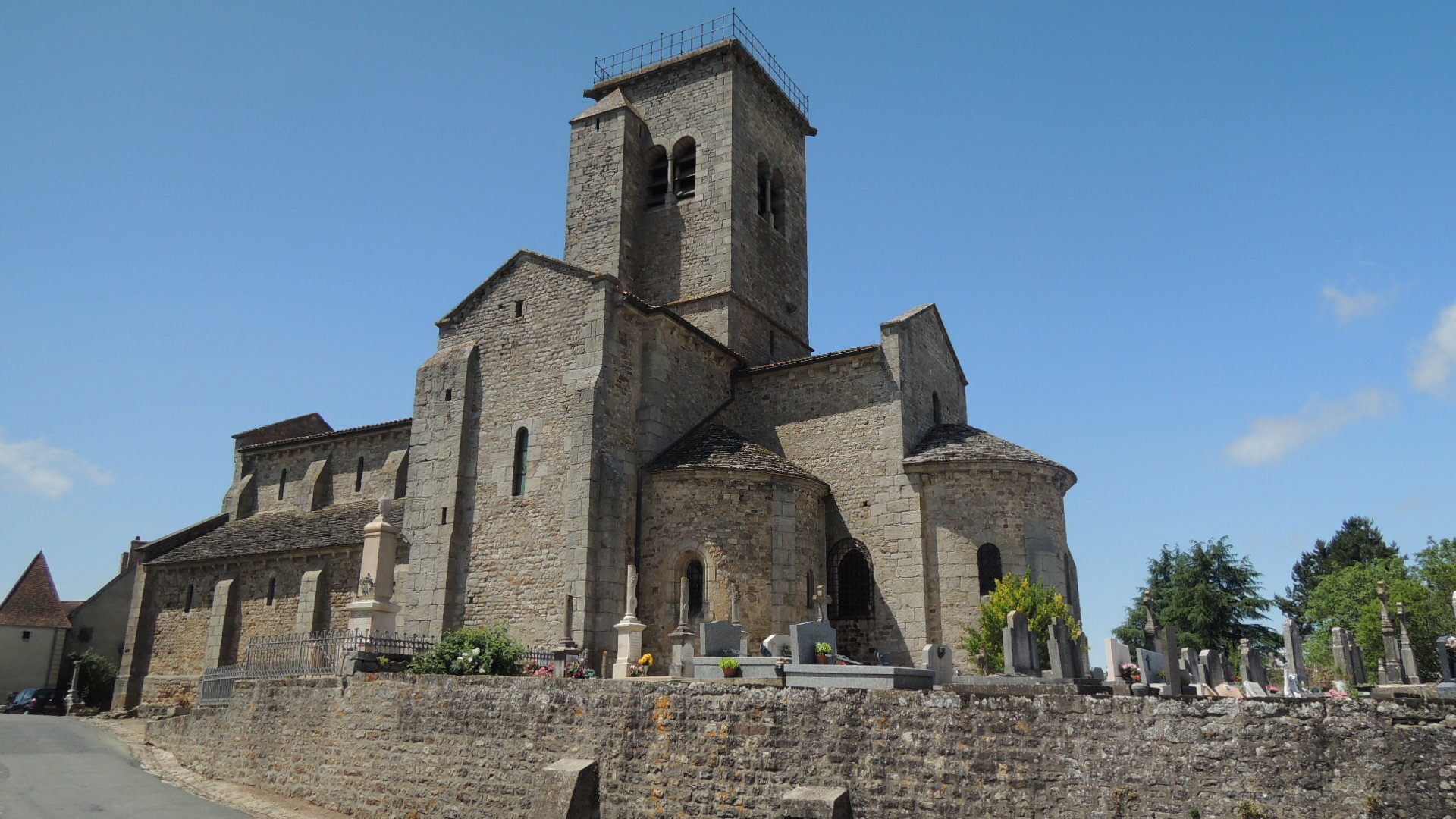
Kirche Notre-Dame-de-l’Assomption

- Kirche Notre-Dame-de-l’Assomption aus dem 11. Jahrhundert, Monument historique
- Hortfund von Gourdon aus der Merowingerzeit (um das 6. Jahrhundert) mit zahlreichen Goldobjekten (u. a. Kelch), heute in der Nationalbibliothek Paris (Medaillenkabinett) aufbewahrt
- Schloss Les Puits aus dem 17./18. Jahrhundert

## Schatz von Gourdon

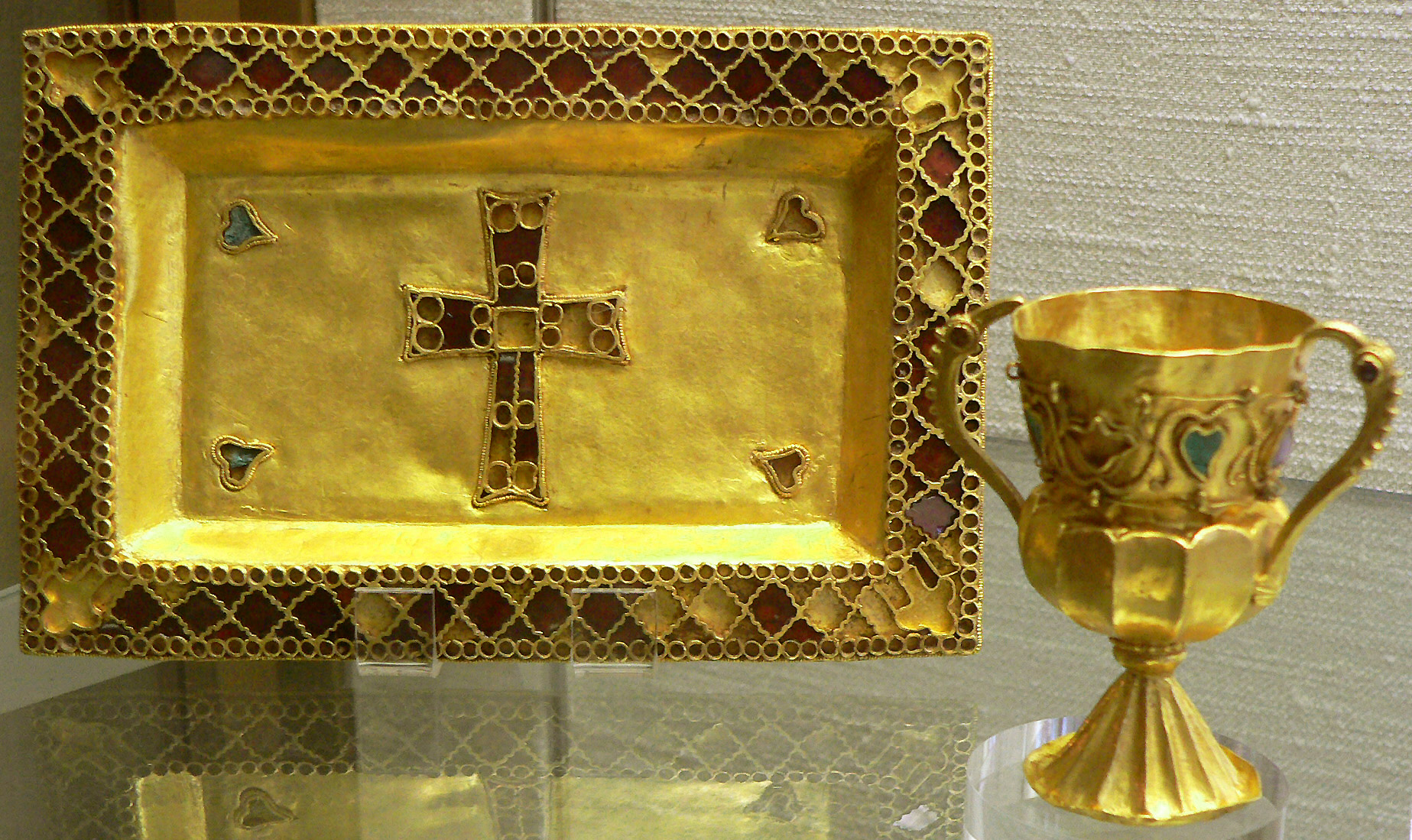
Patene und Kelch aus dem Schatz von Gourdon

Der Schatz von Gourdon ist eine Sammlung von Goldschmiedearbeiten und Münzen, die 1845 entdeckt wurden und im Medaillenkabinett der französischen Nationalbibliothek aufbewahrt werden. Er besteht aus einem Kelch, einer Cloisonné-Goldpatene mit Emails und Granaten sowie hundert Goldmünzen, die eine Datierung in die Merowingerzeit (Ende des 5. oder Anfang des 6. Jahrhunderts) erlauben.